# لی جه یون (خواننده)
لی جه-یون (کره‌ای: 이재윤؛ زادهٔ ۹ اوت ۱۹۹۴) همچنین با نام هنری جه یون نیز شناخته می‌شود، خواننده، رقصنده، بازیگر، و مدل اهل کره جنوبی است. او عضو گروه پسرانه اس‌اف‌ناین است. او به خاطر گسترهٔ آوازی خود، که آن را در تعدادی از موسیقی‌های متن درام‌های کره‌ای و تئاترهای زنده موزیکال به نمایش گذاشته است، شناخته می‌شود.